# Gemini Wing
Gemini Wing è un videogioco arcade del genere sparatutto a scorrimento verticale, pubblicato dalla Tecmo nel 1987 e, nel 1989, convertito da Imagitec e pubblicato da Virgin Mastertronic anche per i computer Amiga, Amstrad CPC, Atari ST, Commodore 64, MSX e ZX Spectrum. Nel 1990 uscì anche per Sharp X68000.

## Modalità di gioco
Gemini Blue, per il giocatore 1, e Gemini Red, per il giocatore 2, sono gli aeroplani futuristici protagonisti del gioco, il cui obiettivo è quello di sparare a tutti i nemici che si incontrano oppure evitarli. I nemici sono invasori alieni, che nella maggior parte dei casi hanno l'aspetto di insetti giganti, mentre altri somigliano a pesci.
Alcuni, una volta distrutti, rilasciano delle armi speciali sotto forma di sfere o altri bonus come vite extra e velocità. Le sfere raccolte vengono accumulate formando una coda fluttuante sulla scia dell'aeroplano del giocatore. Le armi speciali sono a utilizzo singolo e vengono consumate quando lo desidera il giocatore, ma è necessario seguire l'ordine in cui si trovano nella coda.
Nella modalità a due giocatori è anche possibile sottrarre le sfere dell'altro giocatore passando sulla sua scia.
Il gioco è diviso in sette livelli, con fondali di terra e di mare, ciascuno dei quali, a eccezione del terzo, finisce con un boss da abbattere.
Nelle versioni per i computer a 8 bit (C64, CPC, MSX, ZX) non è disponibile la modalità a due giocatori.